# Alfa e beta. Dalle stelle all'intelligenza
Alfa & Beta è un libro scritto da Piero Angela su 15 temi diversi, in altrettanti  capitoli. 
Il libro si sviluppa in forma di dialogo tra due personaggi, Alfa, il maestro, e Beta, l'allievo curioso. Le domande di Beta sono, in alcuni punti, anche molto pungenti; nel capitolo 9 l'autore torna a parlare di fenomeni paranormali, come aveva fatto con il suo precedente libro Viaggio nel mondo del paranormale.

## Edizioni
- Piero Angela, Alfa & Beta - Dalle stelle all'intelligenza, collana Oscar Mondadori n° 1137, Arnoldo Mondadori Editore, 2001,  pp. 251, cap. 15.